# Северочуйски хребет
Северочу̀йският хребет (на руски: Северо-Чуйский хребет) е планински хребет в централната част на планината Алтай, в южната част на Република Алтай, Русия. Простира се в посока от запад на изток на протежение около 120 km между река Чуя (десен приток на Катун) на север и левият ѝ приток Чаганузун на югоизток и река Аргут (десен приток на Катун) на запад и десният ѝ приток Карагем на югозапад. На север стръмно се спуска към Курайската, а на изток – към Чуйската степ. На юг чрез прохода Карагем (2837 m) се свързва с Южночуйския хребет. Максимална височина връх Маашейбаш 4177 m (50°03′48″ с. ш. 87°34′10″ и. д. / 50.063333° с. ш. 87.569444° и. д.), разположен в централната му част. В планинския възел Биш-Иирду има съвременно заледяване с площ над 130 km2. Изграден е от глинести шисти, пясъчници, варовици и метаморфни скали. Целият хребет е силно разчленен от дълбоки долини. От него водят началото си реките Карагем, Юнгур и Шавла (десни притоци на Аргут) и множество къси и бурни леви притоци на Чуя. По склоновете му на височина до 2200 – 2400 m преобладава лиственично-кедровата тайга, а нагоре следват алпийски пасища и планинска тундра.

## Топографски карти
- M-45, М 1:1000000[2]